# Коатепекский науатль
Коатепекский науатль (Coatepec Aztec, Coatepec Nahuatl, Náhuatl de Coatepec) — разновидность диалектов языка науатль, на котором говорят в муниципалитетах Акапетлауая, Коатепек-Косталес, Лос-Сабинос, Махела, Мачито-де-лас-Флорес, Миакаксинго, Тескалько, Тлакультлапа, Тоналапа, Чилакачапа штата Мехико, западнее города Игуала-де-ла-Индепенденсия штата Герреро, в Мексике.